# Demi Vollering
Demi Vollering (* 15. November 1996 in Pijnacker, Provinz Zuid-Holland) ist eine niederländische Radrennfahrerin. Mit neun Podiumsplatzierungen bei Giro d'Italia Donne, La Vuelta Femenina und Tour de France Femmes seit 2021, inklusive der Gesamtsiege 2023 in Frankreich sowie 2024 und 2025 in Spanien, gehört sie zu den besten Rundfahrerinnen ihrer Generation.

## Sportlicher Werdegang
Nachdem Vollering zunächst Eisschnelllauf praktiziert hatte, wechselte sie zum Radsport und bestritt ihre ersten Radrennen im Alter von 16 Jahren.
2018 startete sie für das national registrierte Team SwaboLadies.nl und arbeitete hauptsächlich in der Gärtnerei ihres Vaters als Floristin. Sie konnte je eine Etappe der Tour de l’Ardèche und der Tour of Uppsala für sich entscheiden.
2019 folgte der Wechsel zum UCI Women’s Continental Team Parkhotel Valkenburg. Sie belegte den dritten Rang bei Lüttich–Bastogne–Lüttich und gewann den Prolog des Etappenrennens Festival luxembourgeois du Cyclisme Féminin Elsy Jacobs. Ihr größter Erfolg 2019 war der Sieg beim Giro dell’Emilia und der erste Platz bei der Volta Limburg Classic. 2020 wurde sie Dritte in der Gesamtwertung der Setmana Ciclista Valenciana.
Zur Saison 2021 schloss sich Vollering dem Team SD Worx an und gewann mit Lüttich–Bastogne–Lüttich ihr erstes Rennen der Women’s WorldTour, im Juni des Jahres legte sie mit einem Sieg bei La Course by Le Tour de France nach. Im Juli errang sie den dritten Gesamtrang im Gesamtklassement der Giro d’Italia Donne und drei Monate später konnte sie neben dem Einzelzeitfahren auch die Gesamtwertung der Women’s Tour gewinnen.
In der Saison 2022 gewann Vollering mit der Gesamtwertung der Rundfahrt Itzulia Women einen weiteren WorldTour-Wettbewerb. Die Tour de France Femmes 2022 schloss sie als Gesamtzweite ab und gewann die Bergwertung.
Im Frühjahr 2023 gewann Vollering u. a. die WorldTour-Rennen Strade Bianche und Amstel Gold Race – jeweils vor ihrer Teamkollegin Lotte Kopecky. Mit dem dritten Sieg im Frühjahrsklassiker Lüttich–Bastogne–Lüttich Ende April 2023 gelang ihr schließlich ein Hattrick.
Anfang Mai schloss Vollering die La Vuelta Femenina 2023, bei der sie zwei Etappensiege erringen konnte, als Gesamtzweite mit einem Rückstand von neun Sekunden hinter Annemiek van Vleuten ab. Bei der Tour de France Femmes 2023 gewann sie die Bergankunft der 7. Etappe auf dem Col du Tourmalet nach einem Angriff 5,6 Kilometer vor dem Gipfel, übernahm dadurch die Gesamtführung und gewann die Rundfahrt.
Nachdem Vollering 2024 zu Saisonbeginn zunächst sieglos geblieben war, gewann sie bei der Vuelta Femenina zwei Etappen und die Gesamtwertung. In ähnlicher Weise dominierte sie drei weitere Rundfahrten der WorldTour (Itzulia, Burgos, Tour de Suisse), ließ aber den Giro Donne aus. Im olympischen Einzelzeitfahren in Paris fuhr sie auf den fünften Platz. Bei der Tour de France Femmes 2024 gewann Vollering das Einzelzeitfahren in Rotterdam und übernahm damit ab der 3. Etappe das Führungstrikot der Gesamtbesten. Während der 5. Etappe von Bastogne nach Amnéville stürzte sie sechs Kilometer vor dem Ziel und fiel damit auf Rang 9 zurück. Dabei brach sie sich das Steißbein, wie sich nach der Rundfahrt im Krankenhaus herausstellte, und setzte das Rennen dennoch unter Schmerzen fort. Die letzte Etappe nach Alpe d’Huez konnte sie für sich entscheiden und etwa eine Minute zur Gesamtführenden Kasia Niewiadoma aufholen, verpasste den Gesamtsieg aber äußerst knapp um 4 Sekunden. Am 28. Oktober 2024 wurde bekannt gegeben, dass sie ab 2025 für das französische Team FDJ-Suez fahren wird.

## Privates
Seit Anfang 2023 lebt Vollering in der Schweiz.

## Erfolge
2019
- Prolog Festival Elsy Jacobs
- Giro dell’Emilia
- Volta Limburg Classic

2021
- Liège-Bastogne-Liège
- La Course by Le Tour de France
- Gesamtwertung und eine Etappe The Women’s Tour

2022
- Pfeil von Brabant
- Gesamtwertung, drei Etappen und Punktewertung Itzulia Women
- eine Etappe und Bergwertung Vuelta a Burgos Feminas
- Bergwertung Tour de France Femmes

2023
- Strade Bianche femminile
- Dwars door Vlaanderen
- Amstel Gold Race
- La Flèche Wallonne
- Liège-Bastogne-Liège
- zwei Etappen La Vuelta Femenina

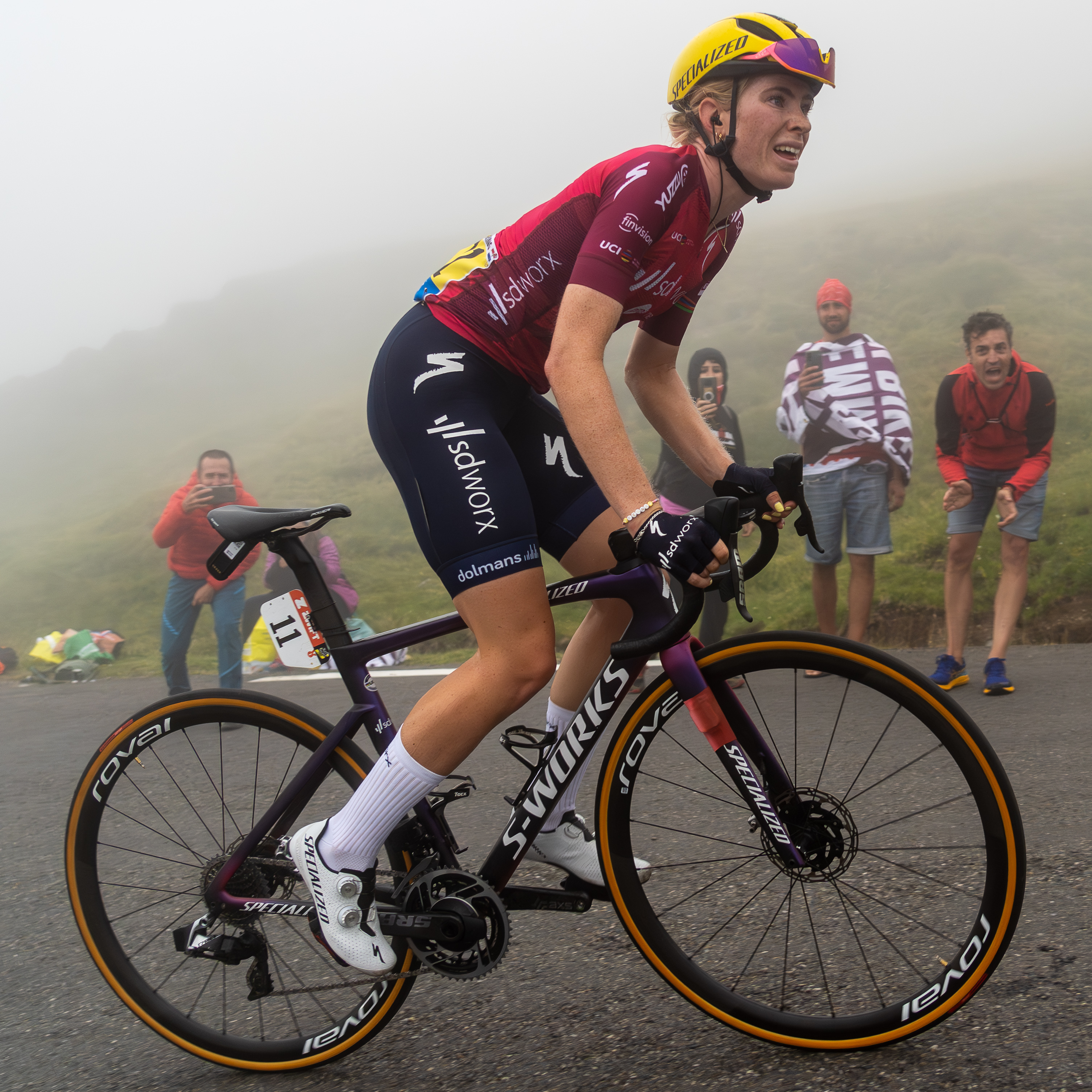
Demi Vollering am Col du Tourmalet während der Tour de France Femmes 2023

- zwei Etappen und Bergwertung Itzulia Women
- Gesamtwertung, zwei Etappen und Bergwertung Vuelta a Burgos Feminas
- Niederländische Meisterin – Straßenrennen
- Gesamtwertung und eine Etappe Tour de France Femmes
- Weltmeisterschaft – Straßenrennen
- Gesamtwertung und eine Etappe Tour de Romandie

2024
- Gesamtwertung, zwei Etappen und  Bergwertung La Vuelta Femenina
- Gesamtwertung, eine Etappe, Berg- und Punktewertung Itzulia Women
- Gesamtwertung, zwei Etappen, Berg- und Punktewertung Vuelta a Burgos
- Gesamtwertung, drei Etappen und Punktewertung Tour de Suisse Women
- zwei Etappen und  Kämpferischste Fahrerin Tour de France Femmes
- eine Etappe Tour de Romandie
- Weltmeisterschaften – Einzelzeitfahren

2025
- Gesamtwertung und eine Etappe Setmana Valenciana
- Strade Bianche
- Gesamtwertung, zwei Etappen und  Bergwertung La Vuelta Femenina
- Gesamtwertung, eine Etappe und Bergwertung Itzulia Women
- Gesamtwertung, eine Etappe, Berg- und Punktewertung Volta Ciclista a Catalunya Femenina